# Os Três Impostores
Os Três Impostores; ou, As Transmutações (em inglês: The Three Impostors; or, The Transmutations) é um romance de terror episódico do escritor galês Arthur Machen, publicado pela primeira vez em 1895 na The Bodley Head's Keynotes Series. Foi revivido em brochura pela Ballantine Books como o quadragésimo oitavo volume da série Ballantine Adult Fantasy em junho de 1972.

## Conteúdos
- Prólogo
- A Aventura do Tibério Dourado
- O Encontro do Pavimento
  - A Novela do Vale Escuro
- A Aventura do Irmão Desaparecido
  - A Novela do Selo Negro
- O Incidente do Bar Privado
- A Imaginação Decorativa
  - A Novela da Donzela de Ferro
- O Recluso de Bayswater
  - A Novela do Pó Branco
- Estranha Coincidência em Clerkenwell
  - A História do Jovem com Óculos
- A Aventura da Residência Deserta

## Sinopse
O romance compreende vários contos estranhos e culmina em um desfecho de horror mortal, conectado a uma sociedade secreta devotada a rituais pagãos depravados. Os três impostores do título são membros desta sociedade que tecem uma rede de enganos nas ruas de Londres, relatando os contos estranhos acima mencionados no processo. Eles procuram uma moeda romana desaparecida comemorando uma orgia infame do Imperador Tibério e se aproximam de sua presa: "o jovem homem com óculos".

## Censura
O editor John Lane de The Bodley Head, cauteloso com a atmosfera após o julgamento de Oscar Wilde, pediu a Machen que expurgasse seu manuscrito; Machen recusou. No final das contas, no entanto, Machen concordou em revisar a descrição da cena final do livro, a fim de expurgar uma palavra que Lane considerou muito explícita; a palavra era entranhas.

## Reflexões posteriores de Machen sobre o romance
Em parte em resposta às críticas ao estilo Stevensoniano do livro, Machen alterou sua abordagem ao escrever seu próximo livro, The Hill of Dreams. Após a morte de sua primeira esposa em 1899, Machen desenvolveu um interesse maior pelo ocultismo, juntando-se à Ordem Hermética da Aurora Dourada. Ele observou que uma série de eventos em sua vida pareciam espelhar eventos em The Three Impostors, mais notavelmente um conflito na ordem entre William Butler Yeats (um "jovem homem com óculos") e Aleister Crowley, que atingiu seu auge nessa época. (Essas experiências são refletidas em Snakes and Ladders, de Alan Moore.)
Em Things Near and Far (1923), Machen escreveu:

Foi no início da primavera de 1894 que comecei a escrever os ditos "Três Impostores", um livro que atesta o vasto respeito que eu nutria pelo estilo fantástico de R. L. Stevenson nas "New Arabian Nights", por aquelas curiosas pesquisas nos caminhos de Londres que já descrevi e também, espero, por uma certa originalidade de experimentos na história de terror.

## Antologização
Duas das histórias em The Three Impostors, "The Novel of the Black Seal" e "The Novel of the White Powder", foram frequentemente antologadas como histórias individuais. "The Novel of the White Powder" foi antologado pela primeira vez em More Ghosts and Marvels: A Selection of Uncanny Tales from Walter Scott to Michael Arlen (1927), editado por V. H. Collins. "The Novel of the Black Seal" foi antologado pela primeira vez em Great Short Stories of Detection, Mystery and Horror (1928), editado por Dorothy L. Sayers.

## Influência
O conto "No-Man's Land" (1899) de John Buchan tem um enredo similar ao "The Novel of the Black Seal". Em ambas as histórias, um viajante em uma área remota encontra uma raça malévola de "pessoas pequenas". Buchan estava familiarizado com os escritos de Machen, sugerindo que a história de Machen pode ter sido uma influência na de Buchan.
Pelo menos dois dos contos do romance, "The Novel of the Black Seal" e "The Novel of the White Powder", influenciaram o trabalho de H. P. Lovecraft. Em sua pesquisa Supernatural Horror in Literature, Lovecraft sugeriu que essas histórias "talvez representem o ponto alto da habilidade de Machen como um tecelão de terror".
"The Novel of the Black Seal" foi um modelo para algumas das histórias mais conhecidas de Lovecraft: "The Call of Cthulhu", "The Dunwich Horror", e "The Whisperer in Darkness". A história também tem forte semelhança com a história de Lovecraft "The Lurking Fear", que conta a história de uma raça humanoide deformada que vive em uma região rural das Montanhas Catskill. "The Novel of the White Powder", que Lovecraft disse "se aproxima do ápice absoluto do medo repugnante", é apontado como uma inspiração para as histórias de Lovecraft sobre desintegração corporal, como "Cool Air" e "The Colour Out of Space".
Duas histórias de Robert E. Howard, Worms of the Earth (1932) e The Little People (1970) também foram influenciadas por "The Novel of the Black Seal".
A história "Rx… Death!" na edição 20 de Tales from the Crypt é uma adaptação de "The Novel of the White Powder", exceto que o "remédio" venenoso contém enzimas digestivas em vez de uma poção de bruxa.